# Молодидов, Пётр Владимирович
Пётр Влади́мирович Молоди́дов (род. 15 июля 1957) — казачий атаман, националист. Участвовал в войне в Абхазии, Приднестровье, Чечне. Являлся одним из лидеров возрождения казачества. Имеет 7 судимостей за драки, хулиганства, убийства. Один из командиров 96-го казачьего полка.

## Биография
Родился в Абхазии, в селе Леселидзе. Донской казак, участник Первой чеченской войны, войны в Приднестровье, войны в Абхазии.
Летом 2001 года в Ростовской области было совершено несколько убийств лиц кавказской национальности. В ходе расследования одного из них был арестован некто Павлов, однако он упорно молчал. В разгар следствия в милицию пришёл Петр Молодидов и признался в этом убийстве. Он объяснил свой поступок нежеланием поставить под удар невиновных. В ходе расследования было выявлено непосредственное участие Молодидова и Павлова в ещё двух убийствах — Михаила Мушикьяна и Юрия Баликчана. Как выяснилось, Молодидов, Павлов и ещё несколько ростовчан организовали банду, занимавшуюся убийствами лиц кавказской национальности. Во всяком случае, так они объясняли свои преступления.
Суд над Молодидовым и его сообщниками длился 3 месяца. 19 марта 2003 года Ростовским областным судом Молодидов получил 17 лет лишения свободы в колонии строгого режима; Павлов, являвшийся главным участником всех преступлений, получил 23 года лишения свободы; другие члены банды: Кисляков — 12 лет, Зякин — 13 лет, Быков — 11 лет, Иванова — 5 лет.
Отбыл в заключении срок 17 лет и 10 месяцев. Освобожден 15 ноября 2019 г.

## В массовой культуре
- Автор-исполнитель из Ростова-на-Дону Константин Ундров посвятил Петру Молодидову песню «Господин хорунжий»[3]
- Фильм из цикла «Криминальная Россия» — «Казаки-Разбойники»
- [rutracker.org/forum/viewtopic.php?t=372282 Историко-документальный фильм «Братья казаки»]